# Engines of Creation
Engines of Creation ist ein Buch von Kim Eric Drexler, erschienen 1986 im Verlag Anchor Books. Es handelt von Nanotechnologie, speziell von molekularer Fertigung und deren möglichen und wahrscheinlichen Auswirkungen auf die Zukunft. Das Buch wurde für Leser ohne wissenschaftlichen oder technischen Hintergrund geschrieben und hat durch seine visionären Ideen viele Wissenschaftler dazu motiviert, im Bereich Nanotechnologie zu forschen und arbeiten, darunter auch Richard E. Smalley, ein Gegner von Drexlers Ideen von molekularer Fertigung, der 1996 den Nobelpreis für Chemie erhielt.
Engines of Creation ist auf Englisch erschienen und wurde von einer Privatperson unentgeltlich ins Französische übersetzt.
Die kostenlose Netzversion unterscheidet sich von der gedruckten Version durch ein zusätzliches Nachwort, welches in den Jahren 1985, also kurz vor der Erstveröffentlichung, verfasst und 1990 und 1996 erweitert wurde.

## Kapitel
1. Engines of Construction (Maschinen der Konstruktion)
2. The Principles of Change (Die Prinzipien des Wandels)
3. Predicting and Projecting (Vorhersagen und Prognosen)
4. Engines of Abundance (Maschinen des Überflusses)
5. Thinking Machines (Denkende Maschinen)
6. The World Beyond Earth (Die Welt jenseits der Erde)
7. Engines of Healing (Maschinen der Heilung)
8. Long Life in an Open World (Langes Leben in einer offenen Welt)
9. A Door to the Future (Eine Tür zur Zukunft)
10. The Limits to Growth (Die Grenzen des Wachstums)
11. Engines of Destruction (Maschinen der Zerstörung)
12. Strategies and Survival (Strategien des Überlebens)
13. Finding the Facts (Die Fakten finden)
14. The Network of Knowledge (Das Netzwerk des Wissens)
15. Worlds Enough, and Time (Welten genug, und Zeit)